# Lyckoviken
Lyckoviken är en svensk kriminalserie från 2020, skapad av Camilla Läckberg. Serien hade premiär den 20 oktober 2020 på Viaplay och TV3, och en andra säsong visades januari–mars 2021. En tredje och fjärde säsong kommer att spelas in under sommaren 2021. Tredje säsongen hade premiär den 12 december samma år och fjärde säsongen den 29 maj 2022.
Enligt Camilla Läckberg är serien nedlagd och därmed inte aktuell för nya säsonger.

## Handling
Serien utspelar sig i småstaden Hammarvik, en vanligtvis lugn stad där det nu pågår oväntade saker. Polisen Johanna återvänder till staden för att gå på sin mammas begravning; hennes besök blir dock längre än planerat då hon blir indragen i en mordutredning. Det väcks också gamla minnen för Johanna om bråk och relationer från staden där hon växte upp.

## Produktion
Seriens två första säsonger spelades in i Vänersborg under våren 2020 och är producerad av Nordisk Film TV, samproducerad med Film i Väst. Serieskaparen Camilla Läckberg har kallat Lyckoviken ”en såpa i modern tappning” inspirerad av tv-serier som Big Little Lies, Desperate Housewives och Svenska hjärtan.

## Rollista (i urval)
| Disa Östrand        | – Johanna   |
| Martin Stenmarck    | – Danne     |
| Linda Santiago      | – Pernilla  |
| Ella Rappich        | – Vanessa   |
| Jacques Karlberg    | – Ruben     |
| Christopher Wollter | – Carl      |
| Mirja Turestedt     | – Louise    |
| Felicia Truedsson   | – Stephanie |
| Arman Fanni         | – André     |
| Nina Rashid         | – Anastasia |
| Anna Söderling      | – Ingrid    |
| Lars Väringer       | – Östen     |
| Emma Broomé         | – Nettan    |
| Peter Lorentzon     | – Tony      |
| Emil Algpeus        | – Elvis     |
| Marie Robertson     | – Felicia   |
| Ashkan Ghods        | – Saman     |
| Amanda Lindh        | – Leyla     |
| Daniel Adolfsson    | – Christian |
| Ia Langhammer       | – Ewa       |
| Alexander Karim     | – Niklas    |
| Lisa Henni          | – Madelene  |
| Jesper Söderblom    | – Totte     |